# Henri Lissac

Henri Lissac est un lunettier et homme politique français, né le 17 avril 1869 à Morez (Jura), mort le 18 avril 1931 au même lieu. Il a été député du Jura et maire de Morez. Il a fondé une entreprise de lunetterie.

## Parcours professionnel
Il débute comme horloger puis se tourne vers la fabrication de lunettes.
Ses enfants poursuivront le développement de l'entreprise qui se veut, en 2011, à la pointe de l'innovation après s'être débattue dans des luttes d'actionnaires.

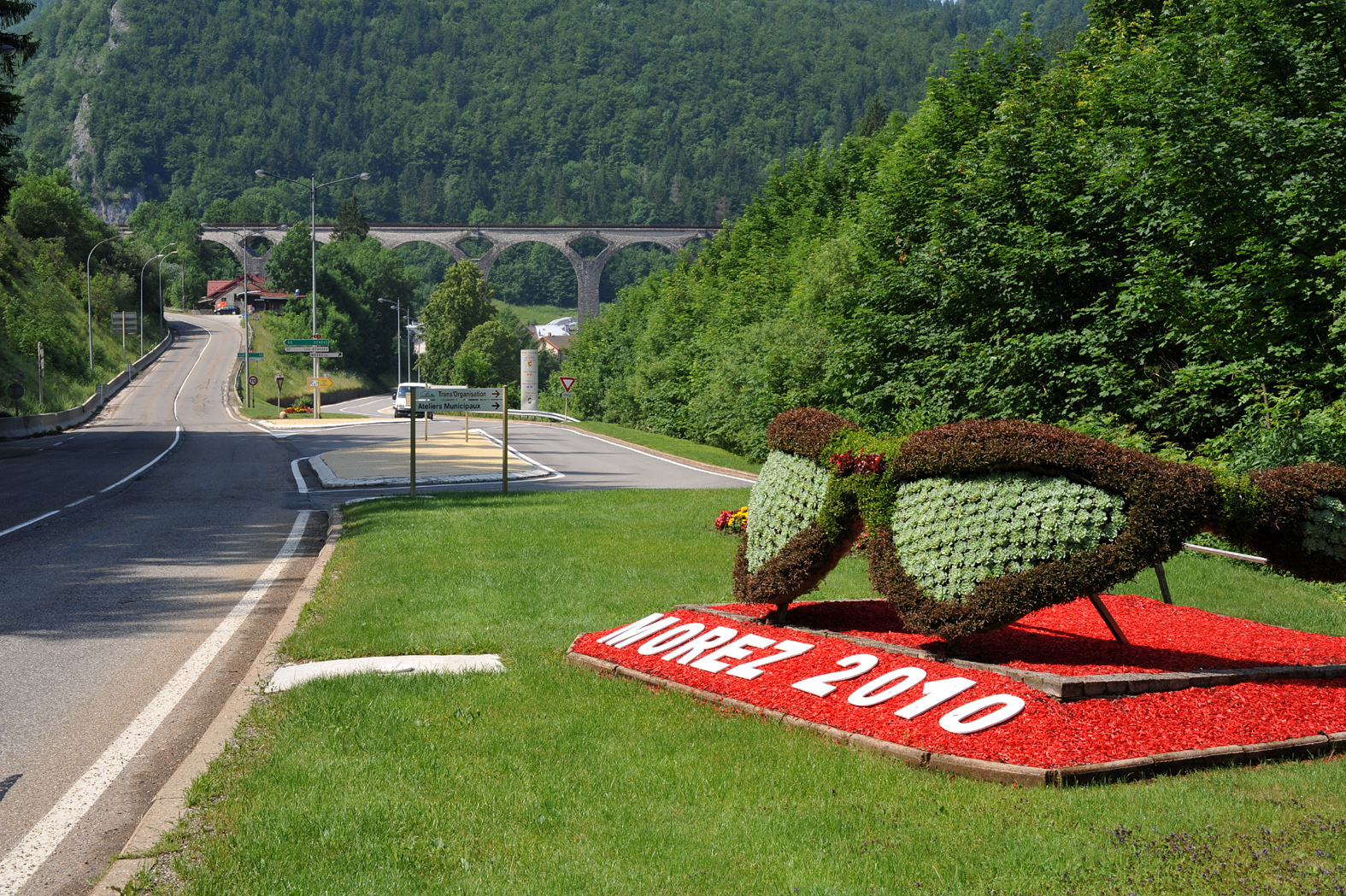
Morez et la lunetterie, deux facettes de la vie d'Henri Lissac.

## Engagement politique
En 1900, il est élu conseiller municipal de Morez, il devient premier adjoint au maire en 1904.
En 1908, il est élu maire de Morez, mandat qu'il conservera jusqu'à sa mort en 1931.
En 1913, il est élu conseiller général du canton de Morez, il le reste jusqu'en 1919.
En mai 1914, il se présente à la députation sous l'étiquette socialiste : il base sa campagne sur le rejet de l'immoralité et de la spéculation, il promeut un "socialisme régénérateur".
Il devient député de l'arrondissement de Saint-Claude. À la Chambre des députés, il siège à la commission des douanes. Le 16 novembre 1919, il se représente sur la liste socialiste unifiée mais n'est pas réélu.

## Sources
- « Henri Lissac », dans le Dictionnaire des parlementaires français (1889-1940), sous la direction de Jean Jolly, PUF, 1960 [détail de l’édition]